# Ángeles Muñoz Uriol
Pour les articles homonymes, voir Muñoz.
Muñoz  Uriol est un nom espagnol. Le premier nom de famille, en général paternel, est Muñoz ; le second, en général maternel, souvent omis, est Uriol.
María Ángeles Muñoz Uriol, née le 20 janvier 1960 à Cordoue, est une femme politique espagnole.
Membre du Parti populaire (PP), elle est députée de 2000 à 2008 (successivement pour Madrid et Malaga), maire de Marbella de 2007 à 2015 et depuis 2017 et sénatrice de la circonscription de Malaga de 2015 à 2023.

## Biographie

### Vie privée
Ángeles Muñoz Uriol est mariée et mère de deux enfants.

### Études et profession
Médecin de profession, elle est diplômée de l'université de Cordoue,.

### Parcours politique
Députée au Parlement d'Andalousie de 1996 à 2000 et de 2008 à 2012, elle est élue dans l'intervalle au Congrès des députés, d'abord en représentation de Madrid puis, à partir de 2004, de Malaga.
Conseillère municipale de Marbella depuis 2003, elle est élue maire de la commune en 2007 puis réélue en 2011. Battue en 2015 par José Bernal Gutiérrez, elle retrouve cette fonction en août 2017, élue grâce à une motion de censure du maire. Elle est réélue à l'issue des élections municipales de 2019 et de 2023.
Lors des élections générales de 2015, elle est élue sénatrice dans la circonscription de Malaga. Elle se voit réélire en juin 2016, puis lors des élections générales anticipées d'avril et de novembre 2019. Elle n'est pas réinvestie par le PP pour les élections générales de 2023, préférant faire passer sa fonction de maire de Marbella avant son mandat sénatorial.